# Stare Guty (Kolno)
Pour les articles homonymes, voir Stare Guty.
Stare Guty est un village polonais de la gmina de Grabowo, dans le powiat de Kolno, voïvodie de Podlachie, au nord-est du pays.
Il est situé à environ 14 km au nord-est de Kolno et à 80 km au nord-ouest de la capitale régionale Białystok.
Sa population est de 124 habitants.